# Erimant
L'Erimant (en grec: Ερύμανθος) és un riu d'Arcàdia que neix prop de l'antiga vila de Lampe, i corre per la regió fins que desemboca al riu Alfeu. El seu nom prové del déu-riu Erimant, fill d'Oceà i de Tetis. Els mitògrafs el vinculen a la família d'Arcas, l'epònim de l'Arcàdia.